# Riserva naturale Murge Orientali
La riserva naturale Murge Orientali è un'area naturale protetta situata nella provincia di Taranto. La riserva occupa una superficie di 733 ettari ed è stata istituita nel 1972.